# Josette Bushell-Mingo
Josette Bushell-Mingo (Londra, 16 febbraio 1964) è un'attrice e cantante svedese naturalizzata britannica.
È nota soprattutto per aver interpretato Rafiki nella produzione originale di Londra del musical The Lion King, per cui è stata candidata al Laurence Olivier Award alla migliore attrice in un musical nel 2000. È la direttrice del Swedish National Touring Theatre.